# Поздеево (Удмуртия)
 Поздеево  — деревня в Глазовском районе Удмуртии в составе сельского поселения Гулёковское.

## География
Находится на расстоянии примерно 18 км на юг-юго-запад по прямой от центра района города Глазов.

## История
Известна с 1802 года как починок Карсоваискаго с 3 дворами. В 1873 году здесь (починок Корсовайской или Поздеево) дворов 10 и жителей 79, в 1905 (Коровайский или Поздеево, Мывырлуд) 23 и 171, в 1924 (Поздеево или Карсовайский) 33 и 237 (2/3 русские, 1/3 удмурты). В советское время работал колхоз им. Сталина.

## Население
Постоянное население составляло 7 человек (удмурты 29 %, русские 71 %) в 2002 году, 6 в 2012.